# Серостанов, Борис Степанович
Борис Степанович Серостанов (17 октября 1949, Сталинград, СССР — 17 июня 2011) — советский футболист, защитник, тренер. Мастер спорта СССР международного класса.

## Биография
Воспитанник волгоградского «Трактора». В 1967—1968 годах выступал за клуб во второй группе класса «А». В 1968—1973 годах провёл 135 игр в высшей лиге, забил три мяча в составе СКА Ростов-на-Дону, в 1975—1978 играл за «Пахтакор» Ташкент, в 1979—1980 — за «Бустон» Джизак.
В 1969—1970 провёл три матча в составе молодёжной сборной СССР, в 1972 — один матч за олимпийскую сборную.
С 1988 года работал в тренерском штабе узбекского клуба «Машъал». В 1994—1995 был главным тренером, в первый год работы вывел клуб в высшую лигу чемпионата Узбекистана. Работал тренером и тренером-методистом в футбольной академии клуба. Скончался 17 июня 2011. В октябре 2011 в Мубареке состоялся детский турнир Памяти Серостанова.

## Достижения
- Финалист Кубка СССР: 1969.
- В списках 33 лучших футболистов СССР (2): — № 3 (1971, 1972).